# 角果藻属
角果藻属（学名：Zannichellia）是角果藻科下的一个属。该属仅有三種，模式種角果藻（Zannichellia palustris），分布于全球。

## 下属物种
- 角果藻 Zannichellia palustris
- 青海角果藻 Zannichellia qinghaiensis